# Doryopteris procera
Doryopteris procera är en kantbräkenväxtart som beskrevs av Sehnem. Doryopteris procera ingår i släktet Doryopteris och familjen Pteridaceae. Inga underarter finns listade.